# 维莱叙勒讷堡
维莱叙勒讷堡（法語：Villez-sur-le-Neubourg，法語發音：[vile syʁ lə nøbuʁ]，意为“勒讷堡上方的维莱”）是法国厄尔省的一个市镇，属于埃夫勒区。

## 地名
与通常在法语地名中表示“在……河畔”之意的“sur”不同，该地名Villez-sur-le-Neubourg中的“sur”意为“在……上方”，表示名为维莱（Villez）的该地与勒讷堡（Le Neubourg）的位置关系，且事实上也并无“勒讷堡河”存在。

## 地理
维莱叙勒讷堡（49°9'8"N, 0°51'34"E）面积4.82 平方千米，位于法国诺曼底大区厄尔省，该省份为法国北部内陆省份，北起滨海塞纳省，西接奧恩省和卡爾瓦多斯省，南至厄尔-卢瓦省，东临瓦兹省、瓦兹河谷省和伊夫林省。
与维莱叙勒讷堡接壤的市镇（或旧市镇、城区）包括：圣奥波尔蒂内-迪博斯克、勒讷堡、勒讷堡附近埃普勒维尔、埃卡当维尔-拉康帕涅、鲁日佩里耶。
维莱叙勒讷堡的时区为UTC+01:00、UTC+02:00（夏令时）。

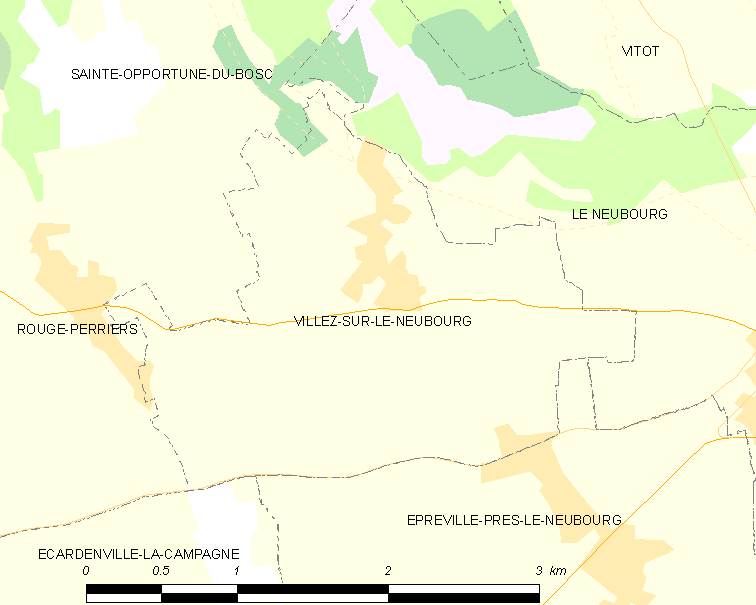
维莱叙勒讷堡的OSM定位图

## 行政
维莱叙勒讷堡的邮政编码为27110，INSEE市镇编码为27695。

## 政治
维莱叙勒讷堡所属的省级选区为勒讷堡县。

## 人口

1962-2008年间维莱叙勒讷堡人口变化图示

维莱叙勒讷堡于2022年1月1日时的人口数量为233人。